# Limulunga (Sambia)
Limulunga ist ein Ort in Barotseland in der Westprovinz in Sambia. Hier liegt der Regenzeitpalast des Litunga, dem König der Lozi in  Dort befindet sich der Verwaltungssitz des gleichmanigen Distrikts.

## Geografie
Er liegt auf 1024 Meter Höhe über dem Meeresspiegel mit 10.684 Einwohnern (2022) auf einer Hügelkette östlich des Sambesi und relativ neuer Schule – dank kirchlicher Hilfsprojekte. Beim Ort liegt eine ungeteerte, 1.000 Meter lange Flugpiste.

## Palast
An das Königreich der Barotse erinnert heute noch ein Palast. Er ist heute ein Museum. Er liegt 18 Kilometer nördlich von Mongu. Am Ende der Regenzeit, wenn der Pegel des Sambesi fällt, zieht der Litunga in seinen Palast in Lealui, der tiefer liegt.